# Uppflog

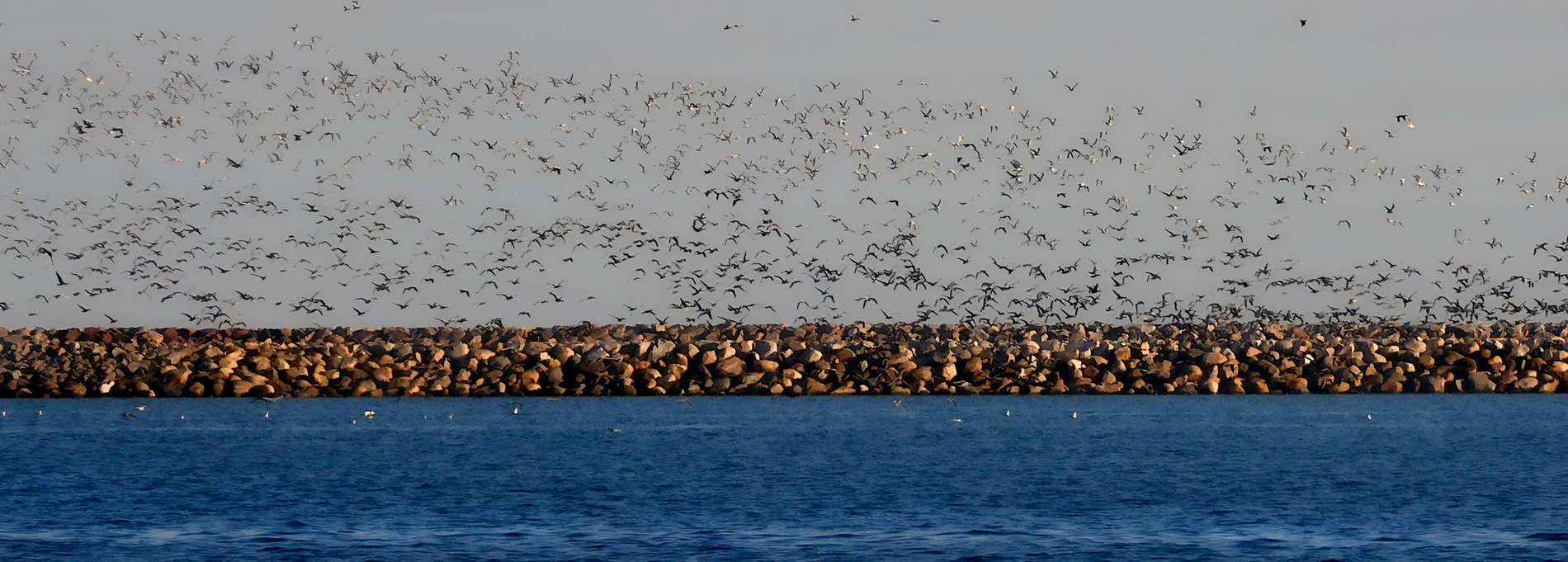
Stora flockar av Gråtrut (överst) och Grågås gör ett uppflog från Södra vågbrytaren i Ystad.

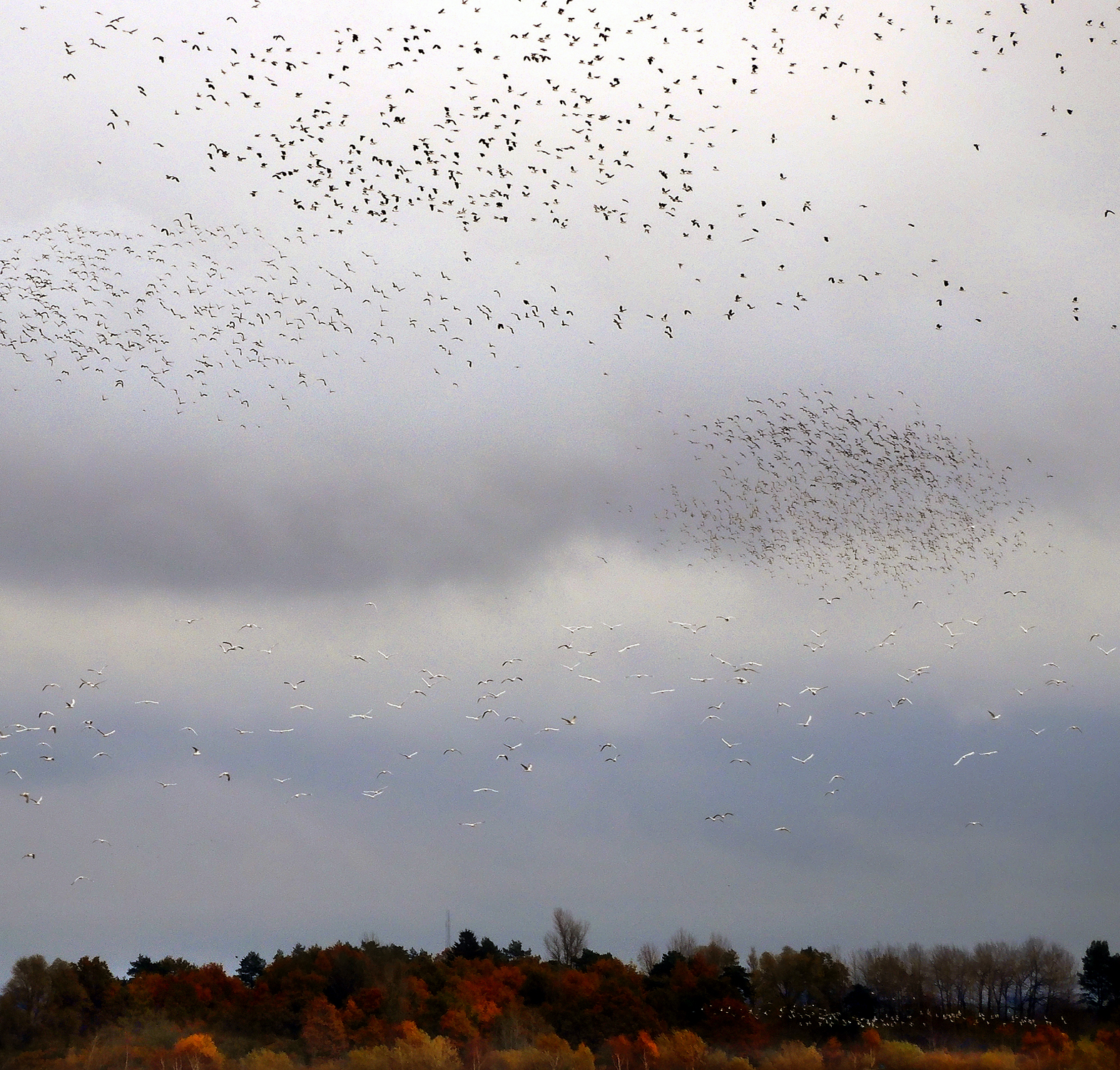
Uppflog av Tofsvipa, Ljungpipare, Skrattmås och Fiskmås över Öja mosse i Ystad 2023.

Uppflog är en term som främst används av fågelskådare och jägare. Ett uppflog är det ögonblick när en eller flera fåglar lyfter, antingen från en gren, från marken, eller från vatten.